# Clément Juglar
Pour les articles homonymes, voir Juglar.
Joseph Clément Juglar (15 octobre 1819 à Paris - 28 février 1905 à Paris) est un médecin et économiste français. 

## Biographie
Né d'un père lui-même médecin, il est le quatrième enfant d'une fratrie de cinq. 
Savant éminent — Schumpeter le considère « pour son talent et sa maîtrise de la méthode scientifique parmi les plus grands économistes de tous les temps » —, Juglar a appartenu à l'Institut international de statistique ainsi qu'à l'Académie des sciences morales et politiques. 
Dans son ouvrage Des crises commerciales et de leur retour périodique en France, en Angleterre et aux États-Unis (1862), il met en relief la relative régularité du retour des crises économiques et formule une des premières analyses consistantes du « cycle économique » .

## Travaux
Clément Juglar est l'un des premiers économistes à s'intéresser de façon précise aux cycles économiques : en étudiant l'évolution des affaires dans plusieurs pays, il remarque certaines régularités dans l'alternance des périodes de contraction et d'expansion. Il met ainsi en relief l'existence d'un cycle économique d'une durée d'environ 8 à 10 ans, appelé « cycle des affaires » ou cycle Juglar. 
Les premiers écrits de Juglar sur les cycles sont quelque peu antérieurs à la publication de son ouvrage le plus célèbre dans lequel — en 1862 — il présente la synthèse de ses travaux sur le cycle. 
Son travail connaît une grande fécondité, et il inspire les cycles Kitchin et Kuznets. 
L'économiste Alvin Hansen confirme les travaux de Juglar en détectant douze cycles de ce type entre 1837 et 1937 aux États-Unis. Leur durée moyenne est de 8,33 années. Cependant sur une période raccourcie de 20 ans (1857 et 1937), leur durée moyenne baisse à 8 ans.

## Principaux ouvrages
- Des Crises commerciales et leur retour périodique en France, en Angleterre et aux États-Unis, Paris, Guillaumin et Cie, 23 mai 1862 (lire en ligne)
- Du Change et de la liberté d'émission (1868)
- Les Banques de dépôt, d'escompte et d'émission (1884)